# カーポートマルゼン
株式会社カーポートマルゼンは、大阪府大阪市北区に本社を置く、カー用品を販売するチェーン店。

## 概要
創業以来、タイヤ・ホイールを中心に扱う販売店として営業している。後述する通り、カーポートマルゼンは2020年1月に持株会社の「マルゼンホールディングス」を設立しグループ経営としたことで、小売部門の子会社として存続している。
現在のマルゼンホールディングス社長（2代目、元カーポートマルゼン3代目社長）の米岡功二、およびカーポートマルゼンの社長（4代目）の米岡孝展は2歳差の兄弟で、両名とも創業者の孫、2代目社長は創業者の子（功二・孝展両名の父親）にあたり、同族経営の小売業企業である。

## 沿革
- 1960年（昭和35年） - タイヤ修理工場「丸善タイヤ商会」を創業[3]、当初は大阪市住吉区にてブリヂストン系列のタイヤショップとしていた[1]。
- 1981年（昭和56年） - 小売り業に転換し法人化、オーディオやシートなどのカーパーツの販売を開始[3]。
- 1986年（昭和61年） - 現社名に変更。ブリヂストン系列から脱退[1]。
- 1988年（昭和63年） - タイヤ・ホイール専門店に転換[3]。
- 2002年（平成14年）
  - 8月 - ブラウザーシステム導入。
  - 12月 ホームページ開設。
- 2003年（平成15年）2月 - 大阪南港に物流センター開設
- 2004年（平成16年）
  - 1月 - ホイール自社ブランド「ロクサーニ」発売[1]。
  - 11月 - 日本自動車用品・部品アフターマーケット振興会（NAPAC）に加盟。
- 2005年（平成17年）9月 - 新社屋へ移転。
- 2007年（平成19年） - インターネットショップ開設[1]
- 2011年（平成23年）3月 - アウトレット館ルート88を開設。
- 2013年（平成25年）9月 - 物流センター増床。
- 2020年（令和2年）1月 - 持株会社のマルゼンホールディングスを設立。カーポートマルゼンを子会社化。

## 提供番組
- 木曜ドラマ（テレビ朝日系列）（2012年12月6日 - ）
- ドラえもん（テレビ朝日系列）
- 芸能人格付けチェック（ABCテレビ・テレビ朝日系列）
- 山崎豊子生誕100周年記念番組 朗読「白い巨塔」（ラジオ大阪）（2024年9月30日 - ）[4]

過去
- 爆上戦隊ブンブンジャー（テレビ朝日系列）（2024年7月7日 - 2025年2月9日）

## テレビCM
- 男性スタッフ3名がタイヤを手で転がしながら「タイ〜ヤマルゼン♪タイヤマルゼン♪」と口ずさむテレビCMが放映されている[3]。実際のマルゼンの社員男性3名が出演し、YouTubeやSNSで真似をする動画が多数投稿されるなど好評を博しシリーズ化されている[3]。
  - このCMは、2009年に枚方店が開業したことを機に始められたもので、このとき出演した男性3名は当時の枚方店スタッフであった。また、このとき中央にいたのが現マルゼンホールディングス社長の米岡功二、左にいたのが現カーポートマルゼン社長の米岡孝展である[2][5]。なお、右にいたスタッフは米岡家の人物ではないものの、後に購買部署の責任者に昇進している。
  - 店舗自体は大阪府と兵庫県と埼玉県に5店舗しか存在しておらず、以前は近畿圏の放送局（独立局はサンテレビのみ）とテレ玉でしかCMが放映されていなかった。2010年代以降、店舗の数が非常に少ないことを逆手に取り、店舗運営よりもWebショッピングの方に本業をシフトし全国に提携取付店がある都合上、全国で放送されている[5]。
  - これまでに2021年時点で女性や子供が出演するパターンなど約30種が制作され、出演者は成績優秀な社員を中心に選ばれており撮影は敷地面積や撮影スペースに余裕のある枚方店が用いられている[3]。
  - 2024年7月7日から2025年2月9日[6]まで、上記の社員と『爆上戦隊ブンブンジャー』がコラボレーションしたCMが放映された[7]。また、同月26日から公開されている同作の映画作品『爆上戦隊ブンブンジャー 劇場BOON! プロミス・ザ・サーキット』の公開に合わせ、同月13日から28日まで映画公開記念キャンペーンを5店舗で実施した[8][9]。
- 過去には2007年に埼玉店開店のCMにてダブルダッチを起用していた[5]。しかしCM開始から短期間で解散となったことから使用することが出来ず、芸能人のギャラの高さやトラブルリスクを考慮して上記の社員を起用したCMへと切り替えられた[5]。